# Ludvík Vébr
Ludvík Vébr (20 de abril de 1960) es un deportista checoslovaco que compitió en remo como timonel. Participó en los Juegos Olímpicos de Montreal 1976, obteniendo una medalla de bronce en la prueba de dos con timonel.

## Palmarés internacional
| Juegos Olímpicos | Juegos Olímpicos  | Juegos Olímpicos  | Juegos Olímpicos |
| Año              | Lugar             | Medalla           | Prueba           |
| ---------------- | ----------------- | ----------------- | ---------------- |
| 1976             | Montreal (Canadá) | Medalla de bronce | Dos con timonel  |